# 이안 머레이 (작가)
이안 해미쉬 머레이(Iain Hamish Murray, 1931년 4월 19일 ~ )는 영국출신의 목사이며, 작가로 배너 오브 트루스사의 공동 창립자이다. 

## 생애와 활동
그는 웨스트민스터 채플에서 마틴 로이드 존스를 도와서 사역을 하였다.  1957년에는 잭 컬럼과 함께, 배너 오브 트루스사를 설립하였다. 

## 부흥운동에 대한 견해[1]
그는 제1차, 제2차 대각성운동이 하나님의 섭리에 의한 성령의 사역이라고 주장하였다.  그는 부흥운동과 부흥주의를 구분하였고, 1차대각성운동이 적절한 복음주의운동이었다고 주장한다.  또한 현대 역사가들은, 하나님의 사역과 사람의 기술을 구분하지 않는 것을 지적한다.
그는 구학파인 프린스턴학파들에게 능력을 준 것은 그들의 교리가 아닌, 그들의 개인적인 종교적 체험이라고 주장한다.  

## 저서
- 마틴 로이드존스: 20세기 최고의 설교자 (복있는 사람, 2016년)
- 아더 핑크 : 하나님의 숨은 보석 (복있는 사람, 2013년)
- J. C. 라일 (복있는 사람, 2018년)